# 路明 (演员)

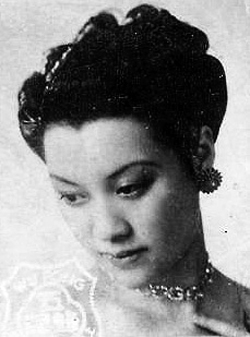
路明

路明（1919年—2001年）女，原名徐薇琯，江苏武进人，中国电影演员、歌手。

## 生平
路明是1920年代武打片明星徐琴芳的妹妹，姐夫是上海导演陈铿然。路明自幼便是电影迷。1936年，由姐姐徐琴芳介绍加入“艺华”，主演电影《广陵潮》、《女人》等，开始受到关注。1936年，路明主演《弹性女儿》，将舞女的遭际和心绪刻画得十分传神，路明主唱的电影插曲也流传开来，路明由此成名。
抗日战争前后，路明达到演艺生涯的黄金期，先后主演了数十部影片，其中《影城记》、《打渔杀家》、《天堂春梦》等影响较大。中华人民共和国成立后，路明陆续参加了若干电影和话剧的演出，但影响均不大。
2001年，路明逝世。

## 作品
代表曲目：《弹性女儿》、《双双燕》、《女人》、《天堂春梦》、《红粉佳人》、《四季情歌》、《孩子睡吧，你乖乖地睡吧》、《光明在望》、《湖上轻舟》、《良夜之歌》、《好宝宝》、《黄浦江》、《采莲谣》、《今夜又是好月亮》、《长相思》。

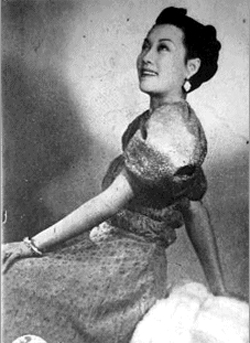
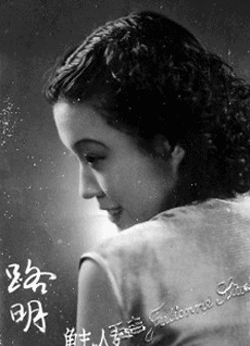
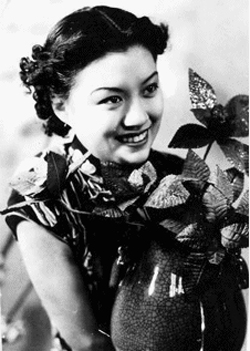
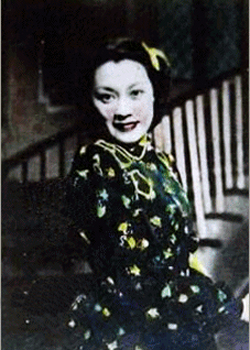
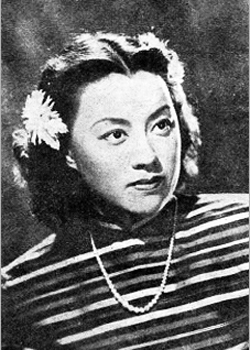
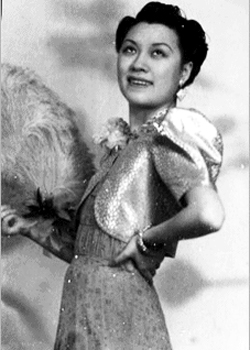
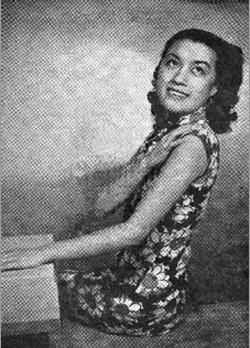